# Arrondissements von Montreal
Die kanadische Stadt Montreal ist in 19 Stadtbezirke eingeteilt, so genannte Arrondissements. Sie sind auf lokaler Ebene für bestimmte zugewiesene Aufgaben verantwortlich. Jedes Arrondissement hat einen eigenen Bezirksbürgermeister und einen Bezirksrat.

## Aufgaben
Die Arrondissements sind für folgende Aufgabenbereiche zuständig:
- Müllabfuhr
- Schneeräumung und Straßenreinigung
- Freizeit- und Sportanlagen
- Kultur
- Pflege von Parkanlagen
- Ausstellen von Bewilligungen
- Gebühren
- Brandprävention
- Sozialwohnungen

## Liste der Arrondissements
Quelle: Statistisches Jahrbuch der Agglomeration Montreal
|    | Arrondissement                           | Fläche in km² | Einw. (2011) | Einw. (2006) |
| -- | ---------------------------------------- | ------------- | ------------ | ------------ |
| 01 | Ahuntsic-Cartierville                    | 24,2          | 126.891      | 126.607      |
| 02 | Anjou                                    | 13,7          | 041.928      | 040.891      |
| 03 | Côte-des-Neiges–Notre-Dame-de-Grâce      | 21,4          | 165.031      | 164.246      |
| 04 | Lachine                                  | 17,7          | 041.616      | 041.391      |
| 05 | LaSalle                                  | 16,3          | 074.276      | 074.763      |
| 06 | Le Plateau-Mont-Royal                    | 08,1          | 100.390      | 101.054      |
| 07 | Le Sud-Ouest                             | 15,7          | 071.546      | 069.860      |
| 08 | L’Île-Bizard–Sainte-Geneviève            | 23,6          | 018.097      | 017.590      |
| 09 | Mercier–Hochelaga-Maisonneuve            | 25,4          | 131.483      | 129.110      |
| 10 | Montréal-Nord                            | 11,1          | 083.868      | 083.911      |
| 11 | Outremont                                | 03,9          | 023.566      | 022.897      |
| 12 | Pierrefonds-Roxboro                      | 27,1          | 068.410      | 065.041      |
| 13 | Rivière-des-Prairies–Pointe-aux-Trembles | 42,3          | 106.437      | 105.372      |
| 14 | Rosemont–La Petite-Patrie                | 15,9          | 134.038      | 133.618      |
| 15 | Saint-Laurent                            | 42,8          | 093.842      | 084.833      |
| 16 | Saint-Léonard                            | 13,5          | 075.707      | 071.370      |
| 17 | Verdun                                   | 09,7          | 066.158      | 066.078      |
| 18 | Ville-Marie                              | 16,5          | 084.013      | 078.876      |
| 19 | Villeray–Saint-Michel–Parc-Extension     | 16,5          | 142.222      | 142.825      |

## Ehemalige Arrondissements
Ab 1. Januar 2002 umfasste das Stadtgebiet die gesamte Île de Montréal und war in 27 Arrondissements unterteilt. Einige Gemeinden sprachen sich in Referenden gegen die von der Provinzregierung verfügte Fusion aus und machten sich am 1. Januar 2006 wieder selbständig.
- Beaconsfield–Baie-D’Urfé
  - Beaconsfield
  - Baie-D’Urfé
- Côte-Saint-Luc–Hampstead–Montréal-Ouest
  - Côte-Saint-Luc
  - Hampstead
  - Montréal-Ouest
- Dollard-Des Ormeaux–Roxboro
  - Dollard-Des Ormeaux
  - Roxboro verblieb bei Montreal
- Dorval–L’Île-Dorval
  - Dorval
  - L’Île-Dorval
- L’Île-Bizard–Sainte-Geneviève–Sainte-Anne-de-Bellevue
  - Sainte-Anne-de-Bellevue
  - L’Île-Bizard und Sainte-Geneviève verblieben bei Montreal
- Kirkland
- Mont-Royal
- Pierrefonds-Senneville
  - Senneville
  - Pierrefonds verblieb bei Montreal
- Rivière-des-Prairies–Pointe-aux-Trembles–Montréal-Est
  - Montréal-Est
  - Rivière-des-Prairies und Pointe-aux-Trembles gehörten schon zuvor zu Montreal
- Pointe-Claire
- Westmount